# Laurence Lévy-Bloch
Pour les articles homonymes, voir Lévy et Bloch.
Ne doit pas être confondu avec Laurence Bloch.
Laurence Lévy-Bloch, aussi appelée Rachel Lévy-Bloch ou Laurence Bloch, née Laurence Lévy le 27 août 1874 à Vesoul et morte le 15 mai 1955 à Paris, est une artiste peintre française active dans l'entre-deux-guerres, dont l'œuvre est principalement consacrée à la vie quotidienne des Juifs à Paris.
Elle a brièvement écrit, sous le nom de plume Frédéric Beaulieu.
En 1912, elle défraie la chronique pour avoir assassiné la maîtresse de son mari, crime pour lequel elle est finalement acquittée.

## Biographie

### Jeunesse et famille
Laurence Lévy naît dans une famille juive en 1874, au n°8 place de l'Église à Vesoul. Elle est la fille de Baruch Lévy, marchand de biens, et de Cécile Kron, son épouse.
Dans sa jeunesse, elle étudie à l'École des Beaux-Arts de Marseille, puis une fois établie à Paris, complète son apprentissage auprès de l'artiste Luc-Olivier Merson.
En 1900, domiciliée avec ses parents rue La Fayette et sans profession, elle épouse Gaston Bloch, industriel né à Nancy, dont elle prend le nom. Le couple a deux enfants, un fils en 1901 et une fille en 1905. Laurence Bloch cesse son activité artistique pour se consacrer à sa famille.
Vers 1910, Laurence Bloch commence à écrire des articles sur le théâtre pour le Lyceum de France. Sous le pseudonyme Frédéric Beaulieu, elle écrit   quelques comédies, jouées dans des théâtres « féminins » comme La Halte, le « théâtre des auteurs féminins » fondé par l'écrivaine Berthe Dangennes,, ou le théâtre La Française. En 1911, elle devient vice-présidente de la section théâtre du Lyceum de France, présidée par la duchesse d'Uzès.

### Assassinat et procès
Début 1912, tandis qu'elle travaille à l'écriture d'un vaudeville avec le dramaturge André Sylvane, Laurence Bloch apprend que son mari à depuis 1907 une maîtresse, Minnie Berhard, épouse Bridgemann, une Américaine en instance de divorce et mère d'un fils de 20 ans. Le 31 juillet, sous l'emprise de la jalousie, Laurence Bloch décide de se faire justice. Elle se rend dans la garçonnière du 16, rue Vignon où Minnie Bridgemann réside sous le nom de Bertrand et assassine sa rivale de deux coups de revolver. Elle se constitue immédiatement prisonnière au commissariat de la Chaussée d'Antin.
Les semaines suivantes, la presse relate abondamment l'affaire, surnommée « le drame de la rue Vignon ». Le procès de Laurence Bloch s'ouvre en décembre aux assises de la Seine, devant une salle comble. Défendue par le ténor du barreau Henri-Robert, la meurtrière est acquittée après une courte délibération et simplement condamnée à verser un franc de dommages et intérêts à la partie civile, défendue par André Plaisant.

### Carrière artistique
Laurence Bloch recommence à peindre après la Première Guerre mondiale. Dans une lettre adressée au critique d'art autrichien Otto Schneid (de), elle explique : « Je peignais des fleurs, des paysages, du nu. Le hasard des voyages me révéla où était ma voie, ce fut une sorte de révélation. J'ai visité l'Espagne, et c'est à Cordoue, dans la petite rue des Juifs, devant les pierres existantes encore qui soutenait [sic] les bûchers de ceux qui préférèrent mourir que de renier leur foi, que je me suis sentie profondément émue. » Dès lors, se rapprochant de sa religion, elle décide de consacrer son art à dépeindre la vie quotidienne des Juifs de Paris, en particulier les habitants du quartier de la rue des Rosiers. Elle signe ses œuvres du nom Laurence Lévy-Bloch, parfois accompagné d'un dessin de la menorah, le chandelier à sept branches.
En 1929, tandis que la galerie Chéron, rue La Boétie, expose certains de ses travaux, le critique d'art Louis Vauxcelles écrit dans Excelsior : « Voici un nom d'artiste qui, je crois, est imprimé pour la première fois dans la presse. Laurence Lévy-Bloch est une inconnue. » Il fait l'éloge de ses tableaux et de ses fusains, et la compare à Louise Hervieu. Dans deux articles parus respectivement dans La Revue littéraire juive et B'nai B'rith Magazine, l'autrice féministe Henriette Sauret (en) et le journaliste Jacques Biélinky louent la qualité de son art et la consacrent peintre du judaïsme. Le lien avec ses déboires judiciaires de 1912 ne semble pas être fait dans la presse.
Laurence Lévy-Bloch expose dans plusieurs grandes expositions à Paris : Salon des Tuileries de 1930; Exposition coloniale internationale (dans le palais de la Palestine) et Salon d'Automne en 1931 ; Salon des indépendants en 1932. Ses dessins paraissent dans les revues juives Kadimah et L'Illustration juive.
Son activité artistique semble s'arrêter après quelques années. En 1936, séparée de son mari, elle se dit « industrielle ». Les époux Bloch divorcent en 1938.
Contrairement à ce qu'indiquent certaines sources, Laurence Lévy-Bloch n'est pas morte pendant la Seconde Guerre mondiale, mais en 1955 à Paris, à son domicile du 6, rue Jean-Goujon. Elle est inhumée au cimetière du Montparnasse.

## Pièces de théâtre
- Répétition à domicile, comédie, décembre 1910, La Halte, « théâtre des auteurs féminins », Paris[11]
- Claire, comédie en 1 acte, avril 1911, théâtre féminin La Française, Paris[12]
- The Little Girl, comédie en 1 acte, décembre 1911, théâtre du Lyceum de France, Paris[27]

## Liste des œuvres
- Le Port de Saint-Tropez, huile sur toile, localisation inconnue[28]
- Deux Personnages, dessin aquarelle, localisation inconnue
- Deux Vieux Juifs, dessin aquarelle, localisation inconnue
- Le Premier Kaddish, dessin au fusain, rehaut de gouache, 1920-1925, musée d'Art et d'Histoire du judaïsme[29]
- À la synagogue, c. 1929, localisation inconnue[16]
- Seder, c. 1930, salon des Tuileries, localisation inconnue[19]
- Une famille juive, c. 1930, localisation inconnue[4]
- En sortant la Torah, c. 1930, localisation inconnue[4]
- En revenant de la synagogue au soir de Rosch-Haschanah, c. 1931, localisation inconnue[17]
- Le Café au lait du matin, c. 1931, localisation inconnue[30]